# Trellis-Code
Die Trellis-Code-Modulation, auch als Ungerboeck-Code, Trellis-Codierung, Trellis-Modulation, abgekürzt als TCM bezeichnet, ist eine in der digitalen Signalverarbeitung eingesetzte Kombination aus Kanalcodierung zur Vorwärtsfehlerkorrektur von Übertragungsfehlern und einer Modulationstechnik, um digitale Informationen über elektrische Leitungen wie beispielsweise Telefonleitungen übertragen zu können.
Die Trellis-Code-Modulation wurde 1982 von Gottfried Ungerböck entwickelt und fand in den Folgejahren in Telefonmodems, die nach den ITU-T-Standards V.32, V.32bis, V.34 und V.fast arbeiten, breite Anwendung. Sie wird aber auch in neueren Übertragungssystemen verwendet und wird beispielsweise bei Gigabit-Ethernet (1000BASE-T) in Kombination mit einer 5-PAM-Modulationstechnik eingesetzt. Aber auch bei den symmetrischen DSL-Zugängen nach den Standards G.SHDSL und SHDSL.bis findet der Trellis-Code in Kombination mit einer 16-PAM bzw. 32-PAM Anwendung.
Die Trellis-Code-Modulation ist eine sehr effiziente Kanalcodierung bzw. Modulationstechnik, die knapp am theoretischen Limit der Kanalkapazität liegt und je nach konkreter Implementierung nur knapp von den Low-Density-Parity-Check-Code (LDPC) und durch die erst einige Jahre später entwickelten Turbo-Codes (Turbo-Convolutional-Code und Turbo-Product-Code) übertroffen wird.

## Verfahren
Die Trellis-Code-Modulation zählt zu den codierten Modulationstechniken und unterteilt sich in zwei wesentliche Funktionsblöcke:
1. Die Kanalcodierung, die bei der TCM immer ein Faltungscode mit einer Coderate von (k,k+1) ist. Das heißt, dass am Encodereingang aus einer Menge von k Informationsbits durch den Faltungscoder ein Codewort der Länge k+1 gebildet wird. Das zusätzliche Redundanzbit des Codewortes ist dabei von den k Informationsbits abhängig und dient im Rahmen der Decodierung der Fehlererkennung möglicher Übertragungsfehler. Es können bei der TCM verschiedene Typen von Faltungscoder eingesetzt werden, die sich in Länge und Art des Faltungscodierer, ob linear oder nichtlinear, unterscheiden.
2. Die digitale Modulation auf einen Träger. Als Modulation kann eine QPSK, 8-PSK, 16-QAM, 64-QAM oder dergleichen mehr eingesetzt werden. Dabei werden die k+1 Bits des Codewortes genau einem Sendesymbol zugeordnet. Es ist folglich eine Modulation nötig, die aus 2k+1 Symbolen besteht. Wird beispielsweise eine 64-QAM Modulation gewählt, stehen dabei 64 Sendesymbole zur Verfügung, und ergibt sich k zu 5 Nutzdatenbits, die pro Symbol zugleich übertragen werden können.

Der wesentliche Unterschied der Trellis-Code-Modulation zu anderen voneinander getrennten Kanalcodierungen und den Verfahren der digitalen Modulation besteht darin, dass die Kanalcodierung und die Modulation bei der TCM funktional fest miteinander verknüpft sind. Ein Codewort darf bei der TCM immer nur genau so lang sein, um als Ganzes einem Sendesymbol bei der Modulation zugeordnet werden zu können.
Eine Folge daraus, die erst den zusätzlichen Codegewinn der Trellis-Code-Modulation ergibt, besteht darin, dass zur Bewertung möglicher Fehler nicht wie bei für sich alleine entworfenen Kanalcodierungsverfahren von dem minimalen Hamming-Abstand zwischen zwei Codewörtern ausgegangen werden kann, sondern stattdessen von der euklidischen Distanz, die den geometrischen Abstand zweier Punkte in einer komplexen Ebene beschreibt. Diese Ebene wird durch die Amplitude und Phasenlage der Trägerschwingung aufgespannt und ordnet den Sendesymbolen einzelne Punkte in dieser Ebene zu.

### Encoder
Am Encoder erfolgt die Zuordnung der einzelnen Bitkombinationen, aus denen ein Codewort gebildet ist, zu dem jeweiligen Symbol für die Modulation. Statt einer wie bei anderen Modulationstechniken üblichen Zuordnung, beispielsweise über den Gray-Code, wählte Ungerböck eine Struktur, die in der Mathematik als binärer Baum bezeichnet wird. Dabei kommen im obersten Knoten, so werden die einzelnen Verzweigungspunkte in einem binären Baum bezeichnet, alle 2k+1 Symbole vor. Das niederwertige Bit des Codewortes wird als Entscheidung genommen um im binären Baum eine Stufe nach unten zu steigen: Je nachdem ob das betreffende Bit des Codewortes logisch-0 oder logisch-1 ist. Dadurch entstehen auf der darunter liegenden Ebene zwei Knoten, die jeweils die Hälfte der insgesamt möglichen Symbole umfassen.
Die Aufteilung der einzelnen Symbole wird so gewählt, dass sich der euklidische Abstand zwischen benachbarten Symbolen maximiert. Bei einer 8-PSK Modulation mit 8 Symbolen am Einheitskreis werden Symbole mit geraden Index rechts und Symbole mit ungeraden Index links im binären Baum angeschrieben. In der meist englischsprachigen Literatur wird dieses Verfahren als set partitioning bezeichnet: In jeder Ebene erfolgt eine Aufteilung (Halbierung) der zur Verfügung stehenden Sendesymbole.
Danach wird mit dem nächsten Bit aus dem Codewort nach gleichem Schema verfahren, so lange bis allen Codewortbits entsprechende Übergänge im binären Baum zugewiesen sind. Bei einem Faltungscode mit einem 3 Bit langen Codewort, also 2 Nutzdatenbits am Eingang, muss eine Modulation mit 8 Symbolen (23) wie beispielsweise 8-PSK verwendet werden. Damit ergeben sich im binären Baum 3 Übergänge zwischen den Ebenen. Erst in der untersten Ebene findet sich die konkrete Zuordnung eines bestimmten Symbols, welches in diesem Beispiel von den 3 Bits eines Codewortes ausgewählt wird.
Die Besonderheit liegt darin, dass sich bei jedem Schritt um eine Ebene nach unten im binären Baum die euklidische Distanz zwischen noch verbleibenden Symbolen auf dieser Ebene vergrößert. Je größer der euklidische Abstand zwischen den einzelnen Symbolen ist, desto größer muss eine Störung am Übertragungskanal sein, um am Decoder zu einer Fehlentscheidung zu kommen.
Wird als niederwertiges Codebit nun das durch den Faltungscoder hinzugefügte Redundanzbit gewählt, in dem Beispiel mit einem drei Bit langen Codewort das 3. Bit, so hat dieses Bit bei der Übertragung die größte Fehlerwahrscheinlichkeit, falsch decodiert zu werden, da es den geringsten Abstand zu benachbarten Symbolen aufweist. Zugleich trägt es aber auch die geringste Information, da es nur aus den anderen beiden Datenbits abgeleitet wird. Die höherwertigen Bits im Codewort sind bei der TCM, je nach gewähltem Faltungscoder, oft gar nicht speziell codiert, sondern entsprechen direkt den Nutzdatenbits. Bei diesen Bits liegt durch die Symbolaufteilung (set partitioning) bereits ein wesentlich größerer euklidischer Abstand zwischen den Sendesymbolen vor und damit eine deutlich geringere Fehlerwahrscheinlichkeit bei der Decodierung.

### Decoder

Trellis-Diagramm mit vier Zuständen über fünf Zeitpunkte.

Bei der Decodierung von TCM-Signalen werden die von Faltungscodes bekannten Verfahren wie der Viterbi-Algorithmus verwendet. Dargestellt werden kann der Decodierungsvorgang in einem sogenannten Trellis-Diagramm, wie es nebenstehend für einen Faltungscoder mit vier Zuständen abgebildet ist. Ein Trellis-Diagramm ist die Darstellung eines Zustandsübergangsdiagrammes, das über die Zeitachse „abgerollt“ wird. Die Übergänge von einem Zustand in den nächsten bekommen verschiedene Wahrscheinlichkeitswerte zugeordnet, wodurch in Folge sich über mehrere Zustände hinweg meist eindeutig ein einziger Pfad im Trellis herausbildet, der die geringste Summenfehlerwahrscheinlichkeit gegenüber allen anderen Pfaden aufweist. Die diesem Pfad zugeordneten Symbole werden dann vom Decoder als die am wahrscheinlichsten gesendeten Symbole angesehen.
| Anzahl der Zustände im Faltungscoder | Codegewinn der TCM bei 8-PSK (dB) |
| ------------------------------------ | --------------------------------- |
| 000004                               | 3,0                               |
| 000008                               | 3,6                               |
| 000016                               | 4,1                               |
| 000032                               | 4,6                               |
| 000064                               | 5,0                               |
| 000128                               | 5,2                               |
| 000256                               | 5,8                               |
| 001024                               | 6,1                               |
| 004096                               | 6,4                               |
| 131072                               | 6,9                               |

Als Besonderheit ist bei der Decodierung der TCM zu beachten, dass durch die uncodierten, höherwertigen Datenbits sich in dem Trellis-Diagramm parallel verlaufende Zweige ergeben. (In nebenstehender Abbildung ist dieser bei TCM auftretende Umstand nicht dargestellt.) Diese Mehrdeutigkeiten können durch Faltungscoder höherer Ordnung, mit mehreren Zuständen, vermieden werden.
Generell hat die Länge des Faltungscodes wesentlichen Einfluss auf den Codegewinn, wobei gilt, dass je länger der Faltungscode ist, und je mehr innere Zustände er umfasst, desto größer ist der damit verbundene Codegewinn. Da der Codegewinn bei der TCM auch von der verwendeten Modulation abhängt, ist in nachfolgender Tabelle der ermittelte Codegewinn nur für die Modulation 8-PSK, bei einer Bitfehlerhäufigkeit von 10−6 und in Abhängigkeit vom konkreten Faltungscoder angegeben. Für andere Modulationen ergeben sich ähnliche Werte, und ausführliche Tabellen finden sich dazu in unten angegebener Literatur.
Generell lässt sich sagen, dass Faltungscoder mit nur vier inneren Zuständen bei TCM keinen Vorteil bieten, da ein Faltungscode mit vier Zuständen für sich alleine bereits einen Codegewinn von 3,6 dB aufweist. Ab einem Faltungscode von acht Zuständen aufwärts ist allerdings die TCM als Kombination immer dem alleinigen Faltungscode im Codegewinn überlegen.

## Erweiterungen realer Implementierungen
Bei realen Implementierungen der Trellis-Coded-Modulation wie im ITU-T Standard V.34 kommen noch weitere Verfahren zur Verbesserung der Übertragungseigenschaften zum Einsatz. Diese Erweiterungen umfassen unter anderem folgende Punkte:
1. Einsatz von nichtlinearen Faltungscodern. Dies sind Faltungscoder, die verschiedenartige Rückkopplungen zwischen den Zustandsspeichern aufweisen. Die Auswahl verwendbarer, nichtlinearer Faltungscoder ist ungleich schwieriger als die Auswahl bei linearen, vorwärtsbasierenden Faltungscodern und in Ermangelung systematischer Konstruktionsverfahren meist nur durch umfangreiche Simulationen zu bewerkstelligen. Der Grund für den Einsatz entsprechend ausgewählter, nichtlinearer Faltungscoder besteht unter anderem darin, dass damit der Decoder die korrekte Referenzphasenlage (Drehung der komplexen Ebene) direkt ohne Fehlerabschätzung bei der Decodierung erfassen kann und damit längere Synchronisationszeiten bzw. laufende Resynchronisationszeiten im Betrieb vermieden werden können.
2. Einsatz höherdimensionaler bzw. multidimensionaler TCM. Dabei werden die Symbole in der komplexen Ebene in einzelne Teilbereiche, so genannte Lattice, aufgeteilt, und innerhalb jedes dieser Teilbereiche eine eigene TCM durchgeführt. Damit kann unter anderem die spektrale Effizienz des gesamten Übertragungssystems gesteigert werden.

## Namensgebung
Trellis ist die englische Bezeichnung für ein Rankgerüst – beispielsweise rechtwinklig gekreuzte Holzlatten an Hauswänden als Halt für Rankpflanzen wie Wilder Wein und Efeu.  Die zeichnerische Darstellung des Trellis-Graphen als zweidimensionale Gitterstruktur entspricht der Anordnung der Latten des Gerüstes. Die Kreuzungspunkte der Latten entsprechen als Knoten den Zuständen, die Latten als Kanten den Zustandsübergängen während der Trellis-Codierung.